# Pontarlier
Pontarlier este o comună franceză, subprefectură a departamentului Doubs, regiunea culturală și istorică Franche-Comté în regiunea Bourgogne-Franche-Comté.
Geografic, Pontarlier este situată la peste 810 metri altitudine, în masivul Jura. Comuna este al doilea oraș situat la cea mai mare altitudine din Franța, după Briançon.
Centru comercial, industrial, cultural și turistic al microregiunii Haut-Doubs, orașul Pontarlier este cunoscut pentru absintul său (pentru care revendică titlul de capitală), reintrodus din decembrie 2001, dar și pentru aperitivul său „Le Pontarlier”.

## Geografie
Orașul se află în centrul-est al Franței, în sudul departamentului Doubs, în regiunea Franche-Comté. Aproape de granița cu Elveția, acesta este situat mai exact la 46 kilometri în linie dreaptă la sud-est de Besançon și la 48 de kilometri în linie dreaptă la nord-vest de Lausanne.
Comuna urbană este situată la poalele celui de-al doilea lanț muntos al Jura, la extremitatea unei vaste câmpii, Câmpia Arlier, străbătută de râul Doubs la nord-est și de Drugeon la sud-vest, dar și la poalele unor munți traversați de o strâmtoare la sud-sud-est, strâmtoarea Pontarlier, pe unde se strecoară râul Doubs după ce iese din lacul Saint-Point, prin teritoriile comunale ale localităților Oye-et-Pallet și La Cluse-et-Mijoux, și la nord-est printr-o vale lungă a Jura, drenată de pârâul Lavaux, cunoscut odinioară sub numele de bief des Lavaux. Trecătoarea, un punct de trecere strategic pe o rută antică, chiar mai importantă decât apropierea de trecătorile din Jura, explică vechimea orașului Pontarlier, care a servit ca stație pe un itinerar protejat și care s-a dezvoltat datorită unei frumoase fortificații construite în secolul al V-lea, prin care râul Doubs era apărat de cete armate burgunde.
Axa trasată de la primăria din Houtaud, situată în câmpie, până la primăria din Pontarlier corespunde unei înălțimi uneori întrerupte, dar în esență liniare pe o distanță de 3,7 km, variind de la 810 metri altitudine la 830 de metri. Dacă se prelungește profilul dincolo de râul Doubs și de cartierul Saint-Étienne spre colina izolată Entrepas, care astăzi marchează partea opusă a dealului Jeunet, altitudinea ajunge la aproape 888 de metri pe o distanță de 1 km. Versantul sud-estic al dealului Jeunet, care dă spre partea opusă orașului, recent urbanizată, se situează între 845 și 860 de metri altitudine. Această colină funcționează ca un pivot modest al spațiului comunal, dominând valea și orașul din fața câmpiei, introducând totodată extinderi montane.
Toate înălțimile situate la sud de ieșirea din trecătoarea Pontarlier ajung deja la altitudini apropiate de 1 000 de metri, însă la est și nord-est Pontarlier se afirmă ca o comună montană cu o suprafață de peste 22 km², caracterizată de reliefuri pliate regulate, cu altitudini maxime de obicei între 1 000 și 1 300 de metri. Pădurile din Grand Taureau și fostele pajiști alpine din Larmont ating o altitudine maximă de 1 323 de metri, punctul oriental unde comuna se învecinează cu granița elvețiană, între comunele franceze Les Alliés la nord și Verrière-de-Joux la sud.
Punctul cel mai jos al comunei se află la sud de aeroportul din Pontarlier și de iazul care îl mărginește, într-o fostă pajiște nivelată numită Bief Rouget, pe malul pârâului, la o altitudine de 811 metri. Câmpia, mai la est de această zonă plană, se caracterizează prin mici movile care ating aproximativ 820 de metri altitudine. Ușoarele ondulații ale terenului, după ce trec de terenurile dintre ferma L’Étang, situată în comună, și fostul cătun „Granges Dessous” din nordul comunei Granges-Narboz, se unesc cu o pantă abruptă care duce la platoul Charpillot.
Acest platou Charpillot, destul de întins și regulat, se situează la aproximativ 850 de metri altitudine când domină la nord cartierul Saint-Claude din Pontarlier. Spre sud, altitudinea urcă progresiv la 880 de metri și apoi la 900 de metri la limita comunei. Platoul Charpillot este situat la vest de masivul abrupt Petit Bois, care atinge o altitudine maximă de 990 de metri și se extinde spre Pré l'Épine. Aceste extinderi somitales, care formează un colț natural, marginesc versantul vestic al strâmtorii Pontarlier. Masivele Petit Bois și Pré l'Épine reprezintă partea nordică a muntelui Laveron.
Mai la nord, în aceeași câmpie Arlier, râul Doubs părăsește discret comuna la o altitudine de puțin peste 812 metri, pentru a intra în comuna sa omonimă.

### Comune limitrofe
| Dommartin      | Doubs Arçon        | Maisons-du-Bois-Lièvremont Les Alliés      |
| Houtaud        |                    | Les Verrières (Cantonul Neuchâtel Elveția) |
| Granges-Narboz | La Cluse-et-Mijoux | Verrières-de-Joux                          |

### Geologie și relief

Hartă geologică simplificată a unităților structurale din masivul Jura.

Teritoriul comunei se încadrează în marea regiune naturală a Jura interioară, formată în perioada terțiarului mediu, și este situat într-o depresiune care corespunde unei cuvete sinclinale preglaciare, cunoscută sub numele de Câmpia Frasne - Bonnevaux (numită și Câmpia Arlier, fiind mai precis un sinclinoriu). Aceasta se află la ieșirea unei trecătoari importante (trecătoarea Pontarlier, un punct obligatoriu de trecere prin masivul Jura), unde s-a format o delta glaciară-lacustră.
Falia Pontarlier traversează întreaga zonă de înaltă altitudine a lanțului Jura, de la nordul orașului Lausanne până la platoul Ornans-Valdahon. Această falie se reflectă în peisaj printr-o depresie liniară lungă, cauzată de eroziunea terenurilor fracturate, favorizând drenajul apelor. Râul Doubs traversează această falie, care permite captarea apei în profunzime către râul Loue, deoarece falia întrerupe continuitatea marnei impermeabile din perioada Lias.
Întâlnirea structurilor anticlinale și sinclinale obligă râul Doubs să urmeze falia pe mai mulți kilometri în zona Pontarlier, înainte de a-și relua cursul spre nord-est. Harta geologică a zonei Pontarlier arată un substrat compus din terenuri aluvionare glaciare și morene.

### Hidrografie
Comuna este traversată de râul Doubs, fiind primul oraș important străbătut de acest râu. Pârâul Lavaux, cu o lungime de 12 km, își are izvorul în comuna Les Bayards din Elveția și se varsă în râul Doubs în apropierea centrului orașului.

### Climă
În 2010, climatul comunei era de tip montan, conform unui studiu al Centrului Național de Cercetare Științifică (CNRS), bazat pe o serie de date ce acoperă perioada 1971-2000. În 2020, Météo-France a publicat o tipologie a climei din Franța metropolitană, conform căreia comuna este expusă unui climat montan sau de margine montană și se află în regiunea climatică Jura. Aceasta este caracterizată printr-o pluviozitate ridicată în toate anotimpurile (1 000 până la 1 500 mm/an), ierni aspre și o însorire redusă.
Pentru perioada 1971-2000, temperatura anuală medie este de 7,6 °C, cu o amplitudine termică anuală de 16,6 °C. Cumulul anual mediu de precipitații este de 1569 mm, cu 13,3 zile de precipitații în ianuarie și 11,5 zile în iulie. Pentru perioada 1991-2020, temperatura medie anuală observată la stația meteorologică Météo-France situată în comună, este de 8,8 °C, iar cumulul anual mediu de precipitații este de 1463,6 mm.
Parametrii climatici ai comunei au fost estimați pentru mijlocul secolului (2041-2070) conform diferitelor scenarii de emisie de gaze cu efect de seră, bazate pe noile proiecții climatice de referință DRIAS-2020. Aceștia pot fi consultați pe un site dedicat publicat de Météo-France în noiembrie 2022.

### Mediu
Regiunea Pontarlier este caracterizată de ierni reci și uscate, care, totuși, nu exclud o mare bogăție ecologică, datorată varietății habitatelor din zona montană medie și prezenței pădurilor. Stratul de zăpadă abundent favorizează activitățile legate de schi.

## Urbanism

### Tipologie
La 1 ianuarie 2024, Pontarlier este clasificată ca un centru urban intermediar, conform noii grile de densitate comunală cu 7 niveluri, definită de INSEE (Institutul Național de Statistică și Studii Economice) în 2022. Ea face parte din unitatea urbană Pontarlier, o aglomerație intra-departamentală, unde este orașul central. În plus, comuna aparține zonei metropolitane Pontarlier, fiind comuna principală a acesteia. Această zonă, care cuprinde 54 de comune, este clasificată în categoriile cu zone de mai puțin de 50.000 de locuitori.

### Utilizarea terenurilor
Utilizarea terenurilor în comună, conform bazei de date europene privind ocuparea biogeografică a solurilor Corine Land Cover (CLC), este dominată de păduri și medii seminaturale (49,6 % în 2018), în scădere față de 1990 (56,7 %). Distribuția detaliată în 2018 este următoarea: păduri (44,8 %), pajiști (18,4 %), zone agricole eterogene (12 %), zone urbanizate (10,5 %), zone industriale sau comerciale și rețele de comunicații (5,1 %), medii cu vegetație arbustivă și/sau ierboasă (4,8 %), spații verzi artificializate, neagricole (1,8 %), terenuri arabile (1,8 %), zone umede interioare (0,5 %), ape continentale (0,3 %). Evoluția ocupării terenurilor în comună și a infrastructurilor sale poate fi observată pe diferitele reprezentări cartografice ale teritoriului: harta Cassini (secolul XVIII), harta de stat-major (1820-1866) și hărțile sau fotografiile aeriene ale IGN pentru perioada actuală (1950 până în prezent).

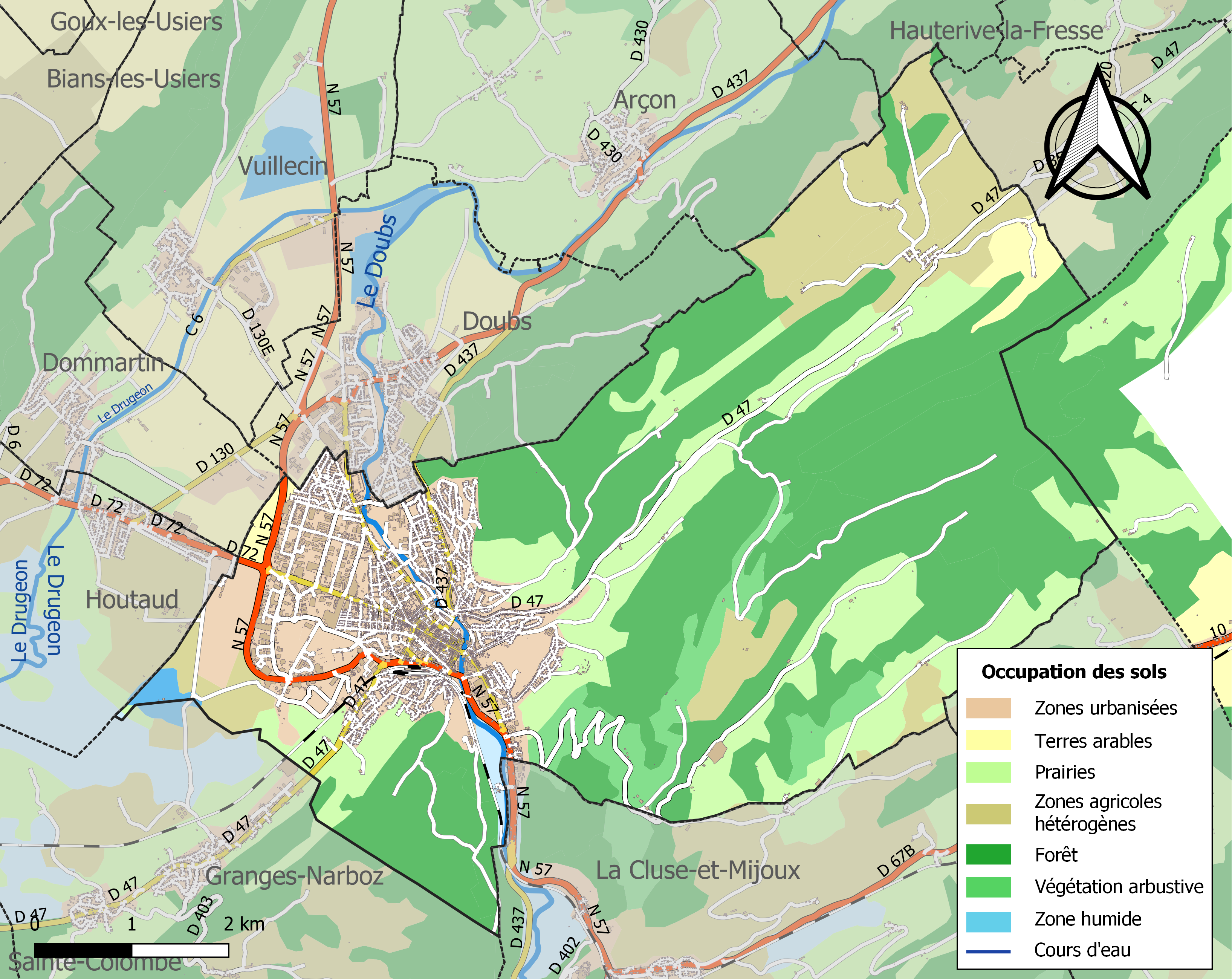
Harta infrastructurii și utilizării terenului a comunei în 2018 (CLC).

### Căi de comunicație și transport
Accesul la Pontarlier se realizează în principal pe cale rutieră, axa principală care deservește comuna fiind RN 57. Aceasta leagă orașul la nord de Besançon (60 de kilometri) și autostrada A36 (70 de kilometri), iar la sud de Lausanne (67 de kilometri) și rețeaua de autostrăzi din Elveția. Drumul departamental 437, care străbate o bună parte din masivul Jura, reprezintă o cale secundară importantă ce permite accesul către Mouthe (30 km), Saint-Laurent-en-Grandvaux (56 km) și Saint-Claude (86 km) spre sud, precum și către Morteau (32 km), Maîche (61 km) și Montbéliard (100 km) spre nord.
Între 31 mai 1987 și 15 decembrie 2013, garniturile TGV Lyria deserveau gara Pontarlier, venind din Paris-Gare-de-Lyon și Berna (Elveția), cu o cursă dus-întors zilnică. În prezent, legătura feroviară a orașului este asigurată de trenuri regionale TER, care îl conectează cu gara Frasne și gara Dole-Ville pe partea franceză, precum și cu gara Neuchâtel pe partea elvețiană. Aerodromul din Pontarlier se află la vestul orașului, Aeroportul Dole–Jura este situat la 86 km distanță, iar Aeroportul Internațional Geneva (Elveția) se află la puțin peste o oră de mers cu mașina (116 km).

### Riscuri naturale și tehnologice

#### Riscuri seismice
Întreg teritoriul comunei Pontarlier este situat în zona de seismicitate nr. 3 (moderată), la fel ca majoritatea comunelor situate pe platoul Jura.

## Toponimie
O stație din Itinerarium Antonini, Ariolica, situată între Urba (Orbe) și Vesontio (Besançon), pare să corespundă localității Pontarlier. Pe un alt traseu din Itinerarul Antonin, care traversează Alpii Graici, de la Milano (Mediolanum) la Strasbourg (Argentoratum), este menționată sub numele Arioricam și este de asemenea localizată între Visontionem și Urbam. Pe Tabula lui Teodosiu I, această stație este denumită Abrolica.
În secolul al IV-lea, toponimele Ariola, Ariolica sau Arciola desemnau orașul antic care a stat la originea localității Pontarlier, situat pe un important traseu comercial între Italia cisalpină și regiunea Sequana. Tabula Peutingeriana menționează denumirile Ariarica, Ariolica sau Abiolica. În perioada carolingiană, localitatea era o etapă pe celebra Via Francigena.
În secolul al XIII-lea, apare forma relatinizată Pontarlum pentru a desemna orașul, probabil derivată din denumirea cartierului comercial sau a trecerii emblematice din orașul medieval. Punterli este atestat în 1255. De asemenea, formele latine erudite Pons Arleium și Pons articiorum sunt consemnate.
Acest toponim originar explică elementul -arlier din a doua parte a numelui Pontarlier și din cel al câmpiei sale, Chaux d’Arlier, deși a avut loc o substituție a finalei: -ie (provenit din -ica) a fost înlocuit cu -ier. Elementul Pont- (derivat din gallo-romanul PONTE) a fost adăugat toponimului inițial în perioada medievală, un fenomen des întâlnit (vezi exemple precum Pontfarcy, Calvados, Pons Falsi 1278; Pont-de-Ruan, Indre-et-Loire, Rotomagus secolul al V-lea, Ponte Ruanni 1247).
Identificarea exactă a celui de-al doilea element, -arlier, este mai complexă și se bazează, cel mai probabil, pe forma Ariolica, care este singura recurentă în formele antice, celelalte fiind, probabil, erori de copiere (cacografii). În plus, tipul Ariolica este bine reprezentat în toponimia Galiei. Xavier Delamarre interpretează acest tip toponimic Ario-lica ca „(loc) În Fața Stâncii” sau „Stânca din Față”, mai degrabă decât „Stânca Nobilă”. Acesta ar fi bazat pe elementul celtic ario-, provenit din indo-europeanul *prio [prhio], cu sensul de „ceva care este în față, proeminent”, derivat din rădăcina per(h), care înseamnă „în față, înainte”, sugerând sensul derivat de „eminente”.
Cel de-al doilea element, -lica, ar putea reprezenta lica sau licca, cu sensul de „piatră plată, placă” sau, posibil, „stâncă” sau „povârniș”.
Pontarlier este adesea supranumit Pontus. În limba francoprovensală (dialectul burgondan), numele său este Pontarliér (ORB), fiind pronunțat local Pontali sau Pontalie. Acesta apare într-un vechi proverb: « On ot biau verie, deverie, On ne voit ra d'té que Pontalie » („Se spune multe, se întâmplă multe, dar nu vedem vară decât la Pontalie”).

## Istorie

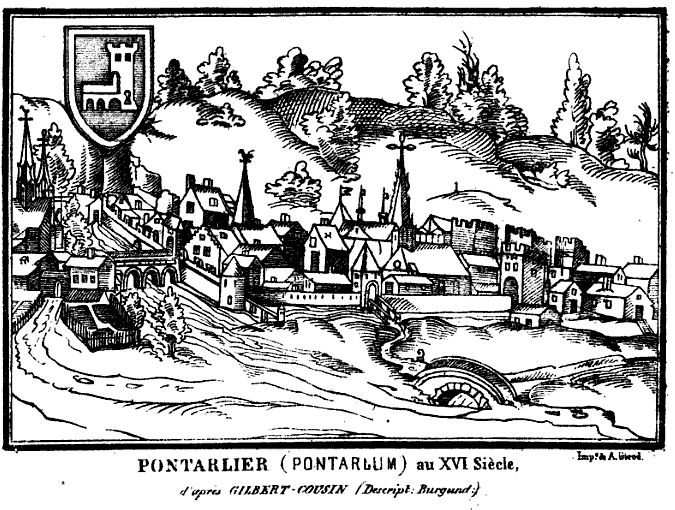
Pontarlier în secolul al XVI-lea După Gilbert Cousin. De Claude Luc.

### Perioada antică
Încă din Antichitate, trecătoarea Joux, situată la 5 km de oraș, era cunoscută ca principalul punct de trecere pentru traversarea masivului Jura. În primele secole ale erei noastre, viitorul sit al Pontarlier purta denumirea de Ariolica.

### Primul avânt urban în perioada burgundă și merovingiană
În centrul pagusului Warasch, aflat sub autoritatea militară burgundă în secolul al V-lea, Ariolica sau Pontarlierul antic devine un important centru comercial și de schimb. Orașul era situat pe un traseu esențial pentru legătura dintre Italia, la sud, și Galia sequană, la nord, traversând Alpii și masivul Jura.
Acest spațiu râvnit, punct strategic de trecere, era protejat și administrat de burgunzii creștini stabiliți în Sapaudia, cu mult înainte ca regii lor să cucerească Lugdunum și să fondeze un mare regat, extinzându-se de-a lungul văilor Ronului și Saône.
În anul 524, regatul burgund, deși redus și sub presiunea francilor din nord și a ostrogoților din sud, era încă prezent pe acest important traseu comercial. Totuși, el s-a prăbușit un deceniu mai târziu.
În anul 2020, pe situl parcului de activități economice des Gravilliers, situat la 1 km de Pontarlier, arheologii de la Inrap (Institutul Național de Cercetări Arheologice Preventive) au descoperit structura completă a unui sat de crescători din perioada merovingiană. Situl este întreg și unic, datând din secolele VI-VII ale erei noastre. Așezarea merovingiană cuprinde aproximativ zece clădiri mari, fiecare având între 200 și 300 m². Situl a fost locuit timp de aproape 200 de ani.
Apariția acestui sat este contemporană cu perioada cuceririi regatului burgund de către franci. Conform arheologilor, francii ar fi relocat o familie de nobili germanici, împreună cu suita lor, pentru a o stabili în acest domeniu, cu scopul de a-și consolida dominația asupra târgului Pontarlier.

### Istoria milenară a Domeniului Pontarlier până la anexarea franceză

#### Cele două târguri
Încă din secolul al XIII-lea, la Pontarlier exista o burghezie, care s-a organizat pentru a numi patru scabini (judecători locali), iar satele din jur au desemnat patru jurați, care au devenit cei opt magistrați cunoscuți sub numele de Boichorage. Aceștia erau responsabili de administrarea treburilor comune. O cartă din 1246 menționează „cavalerii și baronii din Pontarlier”, ceea ce reflectă faptul că oamenii de arme aveau o preeminență asupra titlurilor de noblețe, care în această regiune desemnau doar proprietarii domeniilor feudale.
Pe lângă burghezii originari din oraș, existau și cei din baroichage, care le erau asociați, dar și alții, străini de zona de influență a Pontarlier, care dobândiseră un drept de habitantage (drept de reședință). Acest drept putea fi pierdut dacă întârzieau cu plata acestui avantaj.

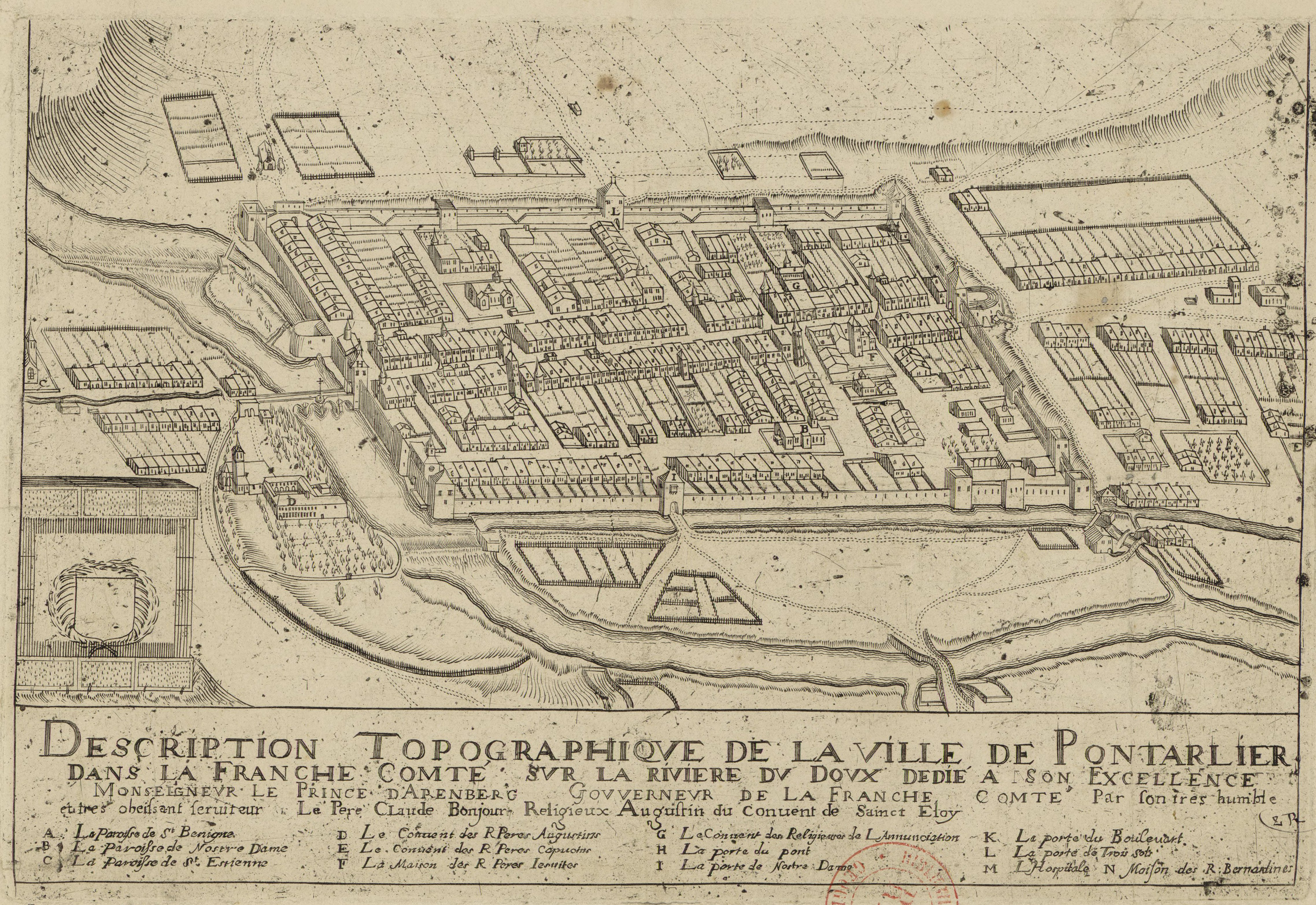
Plan panoramic al Pontarlier, aproximativ anul 1700

Orașul este împărțit în două târguri, unul purtând numele de Pontarlier, iar celălalt numit Morieux, cunoscut anterior ca Mareul sau Moreul, care ar însemna „mlaștină”. Această diviziune, tipică orașelor deținute de doi seniori sau de un senior și vasalul său principal, nu se conformează acestui model în cazul Pontarlier, deoarece orașul era locuit de „oameni liberi”.
Diviziunea ar putea rezulta fie din partajarea teritoriului între burgunzi și sequani, fie dintr-o donație făcută în secolul al VI-lea de către regele Guntram către abația Saint-Bénigne din Dijon. Această donație consta în terenuri situate pe drumul dintre Dijon și abația din Agaune, cu scopul de a înființa un ospiciu, cunoscut sub numele de „ospiciul Saint-Bénigne”, destinat călugărilor care traversau acest traseu. Această donație completa o alta, făcută anterior de către Sigismond, destinată abației din Agaune.
Orașul este fortificat sub conducerea lui Amaury III de Joux, care a construit „fortăreața Molar” după ce a primit „garda” asupra Pontarlier. Acest sit se afla pe drumul ce unea cele două domenii principale ale acestei familii, și anume: castelul Joux și Goux-les-Usiers. „Fortăreața Molar” a fost distrusă câțiva ani după 1347.

#### Contele de Burgundia
În anul 1265, un castelan guverna orașul, fiind numit în această funcție de către contele de Burgundia, care făcea parte din casa de Chalon-Arlay. Această familie deținea în și în jurul orașului mai multe mori, precum cele numite „sub coasta Pontarlier”, cele de la „Bruchembois” și cele de la „Planche”, dar și dreptul de taxare și administrația drumurilor orașului.
Câțiva ani mai târziu, în 1280, Otto al IV-lea de Burgundia a permis instalarea călugărilor augustini „în locul numit Pontellie, orașul nostru, pe malul râului Dou, pentru a construi un loc de slujire a lui Dumnezeu”.
În 1393, Filip al II-lea de Burgundia, în calitate de duce și conte de Burgundia, a stabilit două târguri suplimentare în oraș, unul la Sfântul Gheorghe și altul la Sfântul Luca, fiecare continuând timp de trei zile la locul numit „Aule”. Acest loc avea să devină ulterior un castel, după cum este dovedit de un act al lui Filip al II-lea, care exonera orașul de taxe pe vânzări în timpul târgului, „având în vedere poverile pe care le suportă pentru fortăreața recent comandată să fie construită în acest oraș”.
Până atunci, singura fortăreață existentă era „fortăreața Molar”, care aparținea stăpânilor din Joux.

#### Prévôté-ul

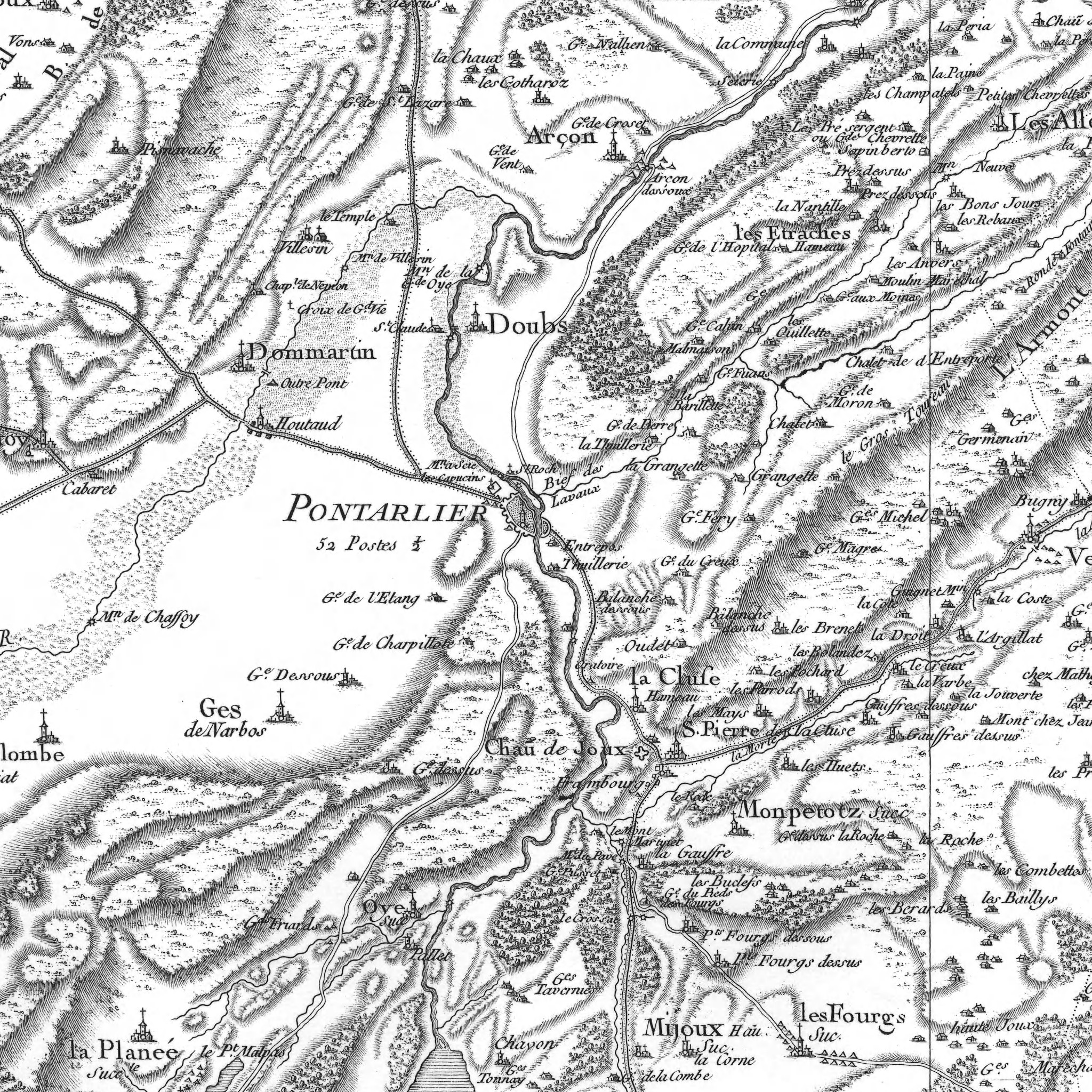
Extras din harta lui Cassini care prezintă împrejurimile Pontarlier în secolul al XVIII-lea

De îndată ce stăpânii din Salins au devenit protectorii orașului și ai regiunii acestuia, au exercitat aceeași autoritate ca și conții sau viconții. Teritoriul era vast și includea douăzeci de sate importante: La Planée, Quartier du Lac cu Montperreux, Saint-Point, Les Grangettes și Malbuisson, Les Deux Malpas, Touillon-et-Loutelet, Arc, Doubs, Septfontaine, Nods și Athose, Aubonne, Saint-Gorgon-Main, Les Granges Dessus și Dessous. Toate aceste sate participau la alegerea magistraților și depindeau de prévôté-ul Pontarlier.
Celelalte comunități din jurul Pontarlier erau sub autoritatea unui senior local și, prin urmare, nu puteau „face jurăminte, alianțe, intrări în burghezie sau comenzi” fără permisiunea seniorului respectiv. Prévôté-ul exercita o justiție medie pe teritoriul său și era recunoscut ca având drepturi depline. Astfel, în 1381, Gaucher de Vienne, eliberând un locuitor, stipula: „el și moștenitorii săi pot locui și face parte din burghezie oriunde le place, iar dacă îi place lui Guichard să locuiască la Pontarlier, el rămâne supus justiției noastre, dat fiind că burghezii din Pontarlier sunt supuși justiției comunale”.
Acest drept de justiție aparținea atât stăpânilor din Joux, cât și „baronilor” orașului, care, în diferite acte, acordau tutelă, realizau inventare, primeau acte de emancipare și pronunțau sentințe.
Particularitatea Pontarlier și a vastei sale regiuni constă în faptul că aceasta reprezenta simultan un baroichage, un prévôté, o castelanie, un bailliage și deținea un primar. Rolurile acestor instituții se suprapuneau adesea. Se poate spune că castelania a existat până la implementarea completă a prévôté-ului.
Anterior, castelania simboliza justiția suveranului, dar s-a transformat în prévôté din dorința nobililor și cavalerilor de a fi judecați de egalii lor. În acel moment, castelanul a devenit doar un ofițer militar, având autoritate asupra „retraizanților” (locuitori din împrejurimi care aveau dreptul să se retragă în fortificațiile orașului în caz de război) și asupra miliției burgheze mobilizate în situații de pericol.
O familie a deținut mult timp funcția de castelan, aceasta devenind aproape ereditară: De la Salle sau De la Saule, care au purtat titlul pe parcursul întregului secol al XIII-lea și al XIV-lea. Prévôt-ul, odată numit, era doar locotenentul stăpânilor din Joux, în timp ce bailli-ul era ales de baroichage, având drepturi de justiție asupra „baronilor-burghezi”.
Începând cu secolul al XV-lea, prévôté-ul a fost înlocuit de o „justiție a orașului”, de la care stăpânii feudali nu mai aveau drept de control. În secolul următor, comunitățile care făceau parte din fostul teritoriu au renunțat la dreptul de a alege doi dintre cei patru scabini ai boichorage-ului, iar funcțiile de castelan și prévôt au fost reunite în cea de primar.
Primarul a devenit liderul „burgheziei” locale, reținând în mâinile sale cele trei niveluri de justiție seniorială.
Nobimea orașului este foarte bine reprezentată. Particularitatea sa constă în faptul că nu descinde dintr-o nobilime antică, ci s-a format din urmașii Sequanilor și ai Burgunzilor care au fondat „baroichage”-ul. Astfel, aceștia sunt cavaleri, scutieri sau pajuri, toți numindu-se „de Pontarlier”, deși nu există nicio legătură familială între ei.
În 1178, sunt menționați într-un document al arhiepiscopului din Besançon, Eberard de Saint-Quentin, următorii: Amaudry, fiul lui Gaucher, Frédéric, cavaler de Pontarlier, Narduin de Pontarlier, Simon, cavaler, Rodolphe de Pontarlier, Étienne, Hugues și Walain. În 1188, arhiepiscopul Thierry al II-lea de Montfaucon îi numește pe Frédéric, Hugues și Lambert de Pontarlier, cavaleri, iar în 1189 pe Gaucher de Pontarlier, Faucon de Pontarlier și frații săi, Henry, cavaler de Pontarlier, Mazuerius de Pontarlier, Faucon, fiul lui Gaucher, Narduin, cavaler, Lambert și Hugues, frați, Gaymard, Gaucher și Frédéric de Pontarlier, Faucon și Richard, frați de Pontarlier.

#### Războaiele la Pontarlier

##### Războiul din Burgundia
Începând din 1474, izbucnește Războiul din Burgundia, dorit de Carol Temerarul împotriva cantoanelor elvețiene. După bătălia de la Héricourt, elvețienii își îndreaptă atenția către Pontarlier, pe care îl ocupă în martie 1475, în ciuda rezistenței oferite de castelanul orașului, Étienne de Saint-Mauris, și cei 250 de oameni ai săi. Aceștia vor fi executați cu toții.
Întăririle sosite în oraș o săptămână mai târziu nu vor putea alunga elvețienii decât cu prețul incendierii orașului de către aceștia și al furtului stindardului orașului. Revenind la Pontarlier, însoțiți de întăriri, elvețienii se vor instala pe locul cunoscut sub numele de Molar.

##### Războiul de Zece Ani
Războiul de Zece Ani reprezintă episodul comtois al Războiului de Treizeci de Ani. Ducele de Saxa-Weimar, comandant al armatelor franceze, pătrunde în valea Morteau, provocând fuga locuitorilor spre Pontarlier. Pe 16 ianuarie 1639, douăzeci de cai sunt zăriți pe muntele Pareuses, iar a doua zi, șaizeci de cavaleri se arată de-a lungul crestei muntelui. Marți, 18 ianuarie, două sute de cai coboară prin vale și se îndreaptă spre Pontarlier și Montbenoît.
Miercuri, 19 ianuarie, comandantul orașului este somat de un trompetist să predea orașul lui Weimar. Domnul de Saint-Mauris refuză, răspunzând că regele (Spaniei) i-a încredințat orașul pentru a-l păzi și a-i da socoteală. Joi seara începe asediul; cavaleria și infanteria se reunesc în suburbii și capturează Turnul colegiului. Vineri, invadatorii ridică scări împotriva curtinei, dar sunt respinși. Își reiau asalturile de mai multe ori, fără a reuși să pătrundă în oraș.
Sâmbătă, zidurile sunt atacate la bază cu târnăcoape pentru a putea fi plasate butoaie cu praf de pușcă, ceea ce îl determină pe comandant să creeze o retranșare în interiorul orașului, în caz că Turnul colegiului ar cădea. Duminică, apărătorii incendiază moara de lângă Turnul colegiului, deoarece aceasta era atât de înaltă încât inamicii puteau trage asupra apărătorilor. În timpul nopții, suburbia Saint-Étienne este complet arsă, la fel și mănăstirea Augustinilor. Un vânt favorabil împiedică însă incendiul să cuprindă întregul oraș. În același timp, un alt asalt este respins dinspre capela Saint-Claude.
Luni dimineața, zidurile sunt pe punctul de a ceda. Un tun este plasat pe „câmpul Meri” și trage în curtea colegiului, curând urmat de o a doua baterie. Orașul începe să rămână fără muniție și apă, deoarece inamicul tăiase canalele de alimentare. Se decide inițierea unor negocieri cu invadatorii.
Condițiile sunt acceptate fără rezerve, mai ales că „mina” săpată sub zidurile orașului era pregătită să fie aprinsă, pe lângă bombardamentul constant la care era supus orașul și pregătirile pentru escaladarea zidurilor. Locuitorii au fost obligați să predea armele sub amenințarea pedepsei cu moartea. După aceasta, Weimar a intrat în oraș miercuri, 26 ianuarie 1639, iar mai târziu a cucerit castelul Joux.
Puterea militară franceză, pragmatică, nu schimbă în mod semnificativ ținutul cucerit. Pontarlier, unul dintre cele mai vechi orașe din Franche-Comté, rămâne parte a Comté și a diecezei, sub jurisdicția parlamentului și a intendanței din Besançon, având propriul său baillage și guvern particular, în ciuda dispariției rapide a vechii instituții aristocratice a „baroichage”-ului.
Orașul este marcat de alte cinci incendii grave și recurente, în anii 1656, 1675, 1680, 1736 și 1754. Aceste incendii, exclusiv urbane, diferă de distrugerile provocate de trupele Confederației Elvețiene în 1475, care au afectat orașul și satele din împrejurimi.

### Epoca contemporană
Comuna Pontarlier este înființată oficial în anul 1790, în departamentul Doubs. Aceasta devine reședință de district și de canton.
După 1801, devine subprefectură a celui de-al patrulea arondisment al departamentului Doubs și dispune de un tribunal de primă instanță. La sfârșitul Primului Imperiu, acest arondisment include cinci cantoane: Levier, Montbenoît, Morteau, Mouthe și Pontarlier.
În timpul Restaurării, comuna Pontarlier afișează cu fermitate vechile sale arme heraldice de culoare roșie (gules) cu un pod alb (argint), care erau descrise astfel în vechea comunitate: „de gules, un pod cu trei arcade pornind din partea dreaptă, având la celălalt capăt un turn crenelat de argint”.
În 1850, orașul, situat la 58 km sud-est de reședința de departament Besançon, încadrat între munții Jura la ieșirea dintr-o trecătoare, este descris de corpul medical ca având un aer curat și sănătos. Este bine organizat, cu străzi drepte, curate și mărginit de case cu o arhitectură elegantă. Printre clădirile publice se remarcă hala, primăria, colegiul comunal, spitalul și biblioteca. Edilii burghezi au amenajat promenade frumoase și liniștite. Prezența unei cazărmi de cavalerie subliniază funcțiile sale militare.
Comuna păstrează o vocație industrială veche, incluzând frumoase forje și ciocane mecanice, ateliere de rafinare, un furnal înalt, diverse fabrici metalurgice producătoare de unelte, fierării care confecționează coase și seceri de calitate, o fabrică modernă de prelucrare a cuprului, o fabrică de hârtie, ateliere de lemnărie și fierăstraie hidraulice, tăbăcării care transformă pieile de vacă în piele, situate în avalul orașului, berării în plină expansiune și alte fabrici de distilare care produc absint, băuturi spirtoase și alte tipuri de alcool în cantități mari.
Joia este zi de piață. Târgurile populate au loc în a patra joi din aprilie, în a treia joi din iunie și iulie, pe timpul verii, și în a doua joi din decembrie. Comerțul obișnuit, important, cu brânzeturi, în special roți de gruyère, vite de toate felurile, cai de tracțiune, rachiu de cireșe din vale și absint devine considerabil în timpul târgurilor.
Marmura, gipsul, lemnul de construcție, fierul, pieile prelucrate, produsele de lemnărie și ceasornicăria sunt, de asemenea, obiecte ale unui comerț foarte activ cu Elveția vecină. Absintul, sau cel puțin secretul fabricării sale, a fost adus din Elveția de frații Pernod. Această ultimă „zână verde” a Pontarlierului inspiră scriitori și artiști precum Baudelaire, Verlaine și Van Gogh.
Fortul Catinat și fortul Mahler, situate pe teritoriul comunei, fac parte din sistemul Séré de Rivières și, ulterior, din linia Maginot. Acestea au apărat trecătoarea Pontarlier în 1940, în timpul invaziei germane.

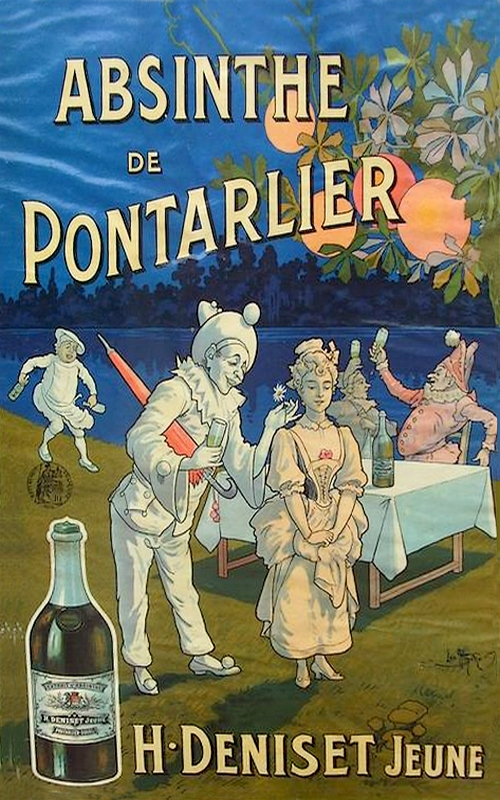
Absinthe de Pontarlier H. Deniset Jeune, afiș de Auzolle, circa 1910.

Pontarlier a fost, în perioada Belle Époque, cel mai mare producător de lichior de absint și, ca atare, considerată capitala absintului, până la interzicerea acestuia în 1915, determinată de numeroase falsificări de calitate inferioară și toxice, care existau de altfel de zeci de ani. Absintul, conform rețetei sale tradiționale, a fost reintrodus de Distileria Pierre Guy din Pontarlier în decembrie 2001.
Pontarlier este, de asemenea, un oraș pionier al aviației. Prima pagină a istoriei aeronautice a orașului este scrisă pe 29 octombrie 1910, de către Auguste Junod, la bordul biplanului său Farman de 50 CP. Acest prim zbor stârnește admirația mulțimii numeroase venite să vadă această mașinărie.
Pe 2 și 3 iulie, anul următor, două alte aparate ajung la Pontarlier pentru a realiza primul miting aerian din Franche-Comté. Evenimentul atrage aproximativ 10.000 de persoane.
Aero-clubul din Pontarlier este fondat 20 de ani mai târziu, pe 12 martie 1930, de un grup de pasionați de aviație. La acea vreme, asociația, condusă de Eugène Thévenin, nu dispunea încă de un avion, din lipsă de fonduri suficiente. Primele acțiuni ale membrilor vizează, așadar, strângerea de bani.
Pe 13 mai 1934, aero-clubul primește primul său avion, un Potez 43, un monoplan cu trei locuri, de 100 CP, botezat cu această ocazie Ville de Pontarlier. O întreagă generație de aparate a urmat acestui precursor.
Pontarlier este eliberat pe 5 septembrie 1944 de către a 3-a Divizie de Infanterie Algeriană (3e DIA), care făcea parte din trupele debarcate în Provence.

## Populația și societatea

### Date demografice
Evoluția numărului de locuitori este cunoscută prin recensămintele populației efectuate în comuna respectivă începând din 1793. Pentru comunele cu mai puțin de 10 000 de locuitori, un recensământ al întregii populații este realizat la fiecare cinci ani, populațiile legale pentru anii intermediari fiind estimate prin interpolare sau extrapolare. Pentru comuna respectivă, primul recensământ exhaustiv în cadrul noului dispozitiv a fost realizat în 2004.
În 2022, comuna număra 17928 locuitori, în creștere cu +2,08 % față de 2016 (Doubs: +3,73 %, Franța fără Mayotte: +2,11 %).
| An        | 1793 | 1821 | 1841 | 1856 | 1876 | 1886 | 1901 | 1921  | 1936  | 1962  | 1982  | 2006  | 2014  | 2022  |
| --------- | ---- | ---- | ---- | ---- | ---- | ---- | ---- | ----- | ----- | ----- | ----- | ----- | ----- | ----- |
| Populație | 3348 | 4254 | 4965 | 4909 | 5714 | 8098 | 7963 | 10203 | 12840 | 15382 | 17781 | 18778 | 17413 | 17928 |

## Cultura locală și patrimoniul

### Monumente
- Castelul Sandon, înscris ca monument istoric în 2003[49] (reședință privată, nu poate fi vizitat).
- Poarta Saint-Pierre (secolul al XVIII-lea)[50];
- Portalul fostei capele a Annonciadelor (secolul al XVIII-lea)[51];
- Farmacia spitalului Saint-Étienne, din secolul al XVIII-lea[n 8][52]; colecția de vase farmaceutice este inventariată[53];
- Chioșcul de muzică (secolul al XIX-lea) situat în parcul Grand Cours[54].

### Patrimoniul religios
- Biserica Saint-Bénigne, situată la nr. 5, rue du Chanoine-Prenel (secolul al XV-lea)[55], cu vitralii realizate în 1976 de pictorul francez Alfred Manessier.
- Capela Notre-Dame-de-l'Espérance[56], cunoscută și sub numele de capela Speranței, situată pe rue de la Chapelle. Mic edificiu de 7 metri pe 5, în stil neo-gotic, proiectat de arhitectul Louis Irénée Girod, această capelă care domină Pontarlier a fost inaugurată pe muntele Molar în 1861, ca mulțumire către Fecioara Maria pentru că a protejat orașul de epidemia de holeră din 1854. Este surmontată de o statuie a Fecioarei cu Pruncul, sculptată de Favier, instalată în 1862. După ce a fost distrusă de un fulger în 2005, o copie identică a fost reinstalată în 2009.
- Biserica Saint-Pierre, situată la nr. 52, rue de Besançon.
- Capela Notre-Dame-de-Lourdes, situată la nr. 6, rue Boileau.
- Capela Annonciadelor, situată la nr. 69, rue de la République.
- Capela spitalului Saint-Étienne, situată la nr. 13, faubourg Saint-Étienne.
- Capela fostei mănăstiri a Capucinilor, situată pe rue des Abbés-Cattet.
- Capela Étraches.
- Biserica Protestantă Unită, situată la nr. 1, place Albert Schweitzer.
- Biserica Apostolică, situată la nr. 6, rue Albert-Camus.

### Personalități
- François Perrier (1590-1650), pictor, s-a născut la Pontarlier.
- Charles-Antoine Morand (1771-1835), născut la Pontarlier, general al Imperiului, comandant al unei părți din Garda Imperială, pair al Franței.
- Xavier Marmier (1808-1892), romancier și poet, născut la Pontarlier, ales membru al Academiei Franceze în 1870.
- Robert Fernier (1895-1977), pictor, născut la Pontarlier, fondator al Salonului Annonciades și al Muzeului Courbet din Ornans.
- Edgar Faure (1908-1988), academician (1978-1988), președinte al Consiliului (1955-1956), președinte al Adunării Naționale (1973-1978), a fost primar al orașului Pontarlier între 1971 și 1977.
- Alain Bouvette (1924-2004), actor, născut la Pontarlier.
- Didier Faivre-Pierret, ciclist, s-a născut la Pontarlier în 1965.
- Fabrice Guy, campion la combinata nordică, s-a născut la Pontarlier în 1968.
- Florence Baverel-Robert, biatlonistă, s-a născut la Pontarlier în 1974.
- Vincent Defrasne, biatlonist, s-a născut la Pontarlier în 1977.
- Anouk Faivre-Picon, fondistă, s-a născut la Pontarlier în 1986.
- François Braud, alergător la combinata nordică, s-a născut la Pontarlier în 1986.
- Célia Aymonier, fondistă și biatlonistă, s-a născut la Pontarlier în 1991.
- Marine Dupuis, handbalistă, s-a născut la Pontarlier în 1992.
- Mattéo Baud, alergător la combinata nordică, s-a născut la Pontarlier în 2002.
- Joséphine Pagnier, săritoare cu schiurile, s-a născut la Pontarlier în 2002.

## Înfrățiri
- Germania – Villingen-Schwenningen - 1964[57]
- Spania – Zarautz - 1994[57]
- Elveția – Yverdon-les-Bains - 2003[57]